# تطبيق الاستشارات الانتخابية
تطبيق الاستشارات الانتخابية أو تطبيق المساعدة الانتخابية (VAA) هو تطبيق يُستخدم عبر الإنترنت ويساعد الناخبين على إيجاد الحزب الأقرب لتفضيلاتهم. وتطبيقات الاستشارات الانتخابية هي ظاهرة جديدة في الحملات الانتخابية الحديثة.
وفي بعض البلدان التي تكون فيها تطبيقات الاستشارات الانتخابية شائعة يصبح النقاش الحاد محتدمًا. ويعتقد البعض أن تطبيقات الاستشارات الانتخابية هي شكل من أشكال الاحتيال، والتي لا يمكن بأي حال من الأحوال أن تقدم المشورة الانتخابية الصحيحة والمحايدة. ويرى آخرون أن هذه التطبيقات يجب التوصية بها لأنها تحول اهتمام الأشخاص إلى التركيز على برامج الحزب والقضايا السياسية، الأمر الذي يدفع الأحزاب لمناقشة جوهر القضايا بدلاً من الشخصيات والصور والفعاليات الانتخابية.
وقد خلصت إحدى الدراسات التي أجرتها جامعة أنتويرب عن تطبيقات الاستشارات الانتخابية إلى توجيه نداء بانتقاء بيانات تطبيقات الاستشارات الانتخابية بعناية وإتاحة عملية معالجة مناسبة لتحقيق المرجعية استنادًا إلى البيانات الاستقصائية. ودون المعايرة المناسبة، تؤدي تطبيقات الاستشارات الانتخابية إلى نتائج غير صالحة.
ويجب استكمال الاستبيانات الخاصة بتطبيقات الاستشارات الانتخابية من قِبل المرشح لتحقيق أقصى قدر من الدقة، ولكن أيضًا تُنشر الاستبيانات التي يتم استكمالها من قِبل الصحفيين في هذا الخصوص، والتي تنطوي على مواقف مفترضة مستقاة من برامج الحزب ومناظراته.

## الاستخدامات
في عام 2007، كان لدى 15 دولة أوروبية من أصل 22 دولة تطبيق استشارات انتخابية واحد على الأقل. وقد تمثلت بعض التطبيقات الأكثر نجاحًا في تطبيق Stemwijzer الهولندي، الذي كانت لديه 4.7 ملايين استشارة في عام 2006 (40% من الناخبين)، والتطبيق الألماني Wahl-O-Mat، الذي انطوى على 6.7 ملايين استشارة في عام 2009 (12% من الناخبين). وأظهرت الأبحاث أن استخدام التطبيق كان أعلى في الدول ذات الأنظمة الانتخابية النسبية والعدد الأكبر من الأحزاب السياسية البرلمانية، بما في ذلك بلجيكا وفنلندا وهولندا وسويسرا.

## الآثار الواقعة على السلوك الانتخابي
أشارت الأبحاث التجريبية إلى ثلاث وسائل يمكن من خلالها أن يتأثر السلوك الانتخابي بتطبيقات الاستشارات الانتخابية: من خلال تحفيز المستخدمين على المشاركة في المزيد من البحوث حول سياسات الحزب وتحفيز المشاركة في الانتخابات والتأثير على نوايا التصويت. وأفاد استطلاع أُجري عام 2005 في ألمانيا أن أكثر من نصف مستخدمي تطبيق الاستشارات الانتخابية أعلنوا أنه قد تم استنهاضهم لإجراء المزيد من البحوث بعد أخذ اختبار. وتم التأكيد على تأثير تحفيز المشاركة بواسطة العديد من الدراسات الاستقصائية، وأظهرت النسب وهي 22% في انتخابات 2003 في فنلندا و8% في انتخابات 2005 في ألمانيا و12% في انتخابات 2003 في هولندا. وكانت نسب الناخبين الذين أعلنوا تغيير تفضيلاتهم كنتيجة لتطبيق الاستشارات الانتخابية 3% في فنلندا و6% في ألمانيا و10% في هولندا، ومع ذلك أظهرت دراسة استقصائية تم إجراؤها بعد الانتخابات في بلجيكا أن 1% فقط تغيروا فعليًا.